# Morning Glow
『Morning Glow』（モーニング・グロウ）は、YOYOYO初のオリジナルアルバムであり、メジャーデビュー作品。1994年10月1日にKi/oon Sony Recordsより発売された。

## 解説
1993年までボーカルを務めたMo-chiが脱退し、新たなボーカリストにChieを加えた6人体制で発売されたメジャーデビューアルバム。

## 収録曲
（全曲、編曲：本間昭光）
1. 恋は早い者勝ち
作詞：岡部真理子、作曲：藤生善一
発売後に1枚目のシングルとしてシングルカットされた。
2. 彼女へのおみやげ
作詞：岡部真理子、作曲：藤生善一
1枚目のシングルのカップリング曲としてシングルカットされた。
3. 悲しいバランス
作詞：岡部真理子、作曲：伊藤清和
4. ダーリン
作詞：岡部真理子、作曲：藤生善一
5. デリケート
作詞：藤生善一・岡部真理子、作曲：藤生善一
6. ひこうき雲にのせて
作詞：藤生善一・岡部真理子、作曲：藤生善一
7. 好きなものは好き
作詞：岡部真理子、作曲：藤生善一
8. 路上の迷子達
作詞：関根千恵・藤生善一、作曲：藤生善一
9. 恋人になりたい
作詞：岡部真理子、作曲：伊藤清和
10. Morning Glow
作詞：藤生善一・岡部真理子、作曲：藤生善一